# Springfield, Colorado
Springfield är administrativ huvudort i Baca County i Colorado. Orten har fått sitt namn efter Springfield, Missouri. Enligt 2020 års folkräkning hade Springfield 1 325 invånare.